# Diego López II. de Haro

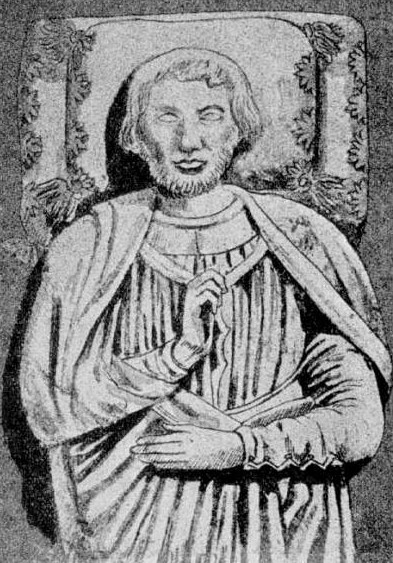
Diego López II. de Haro

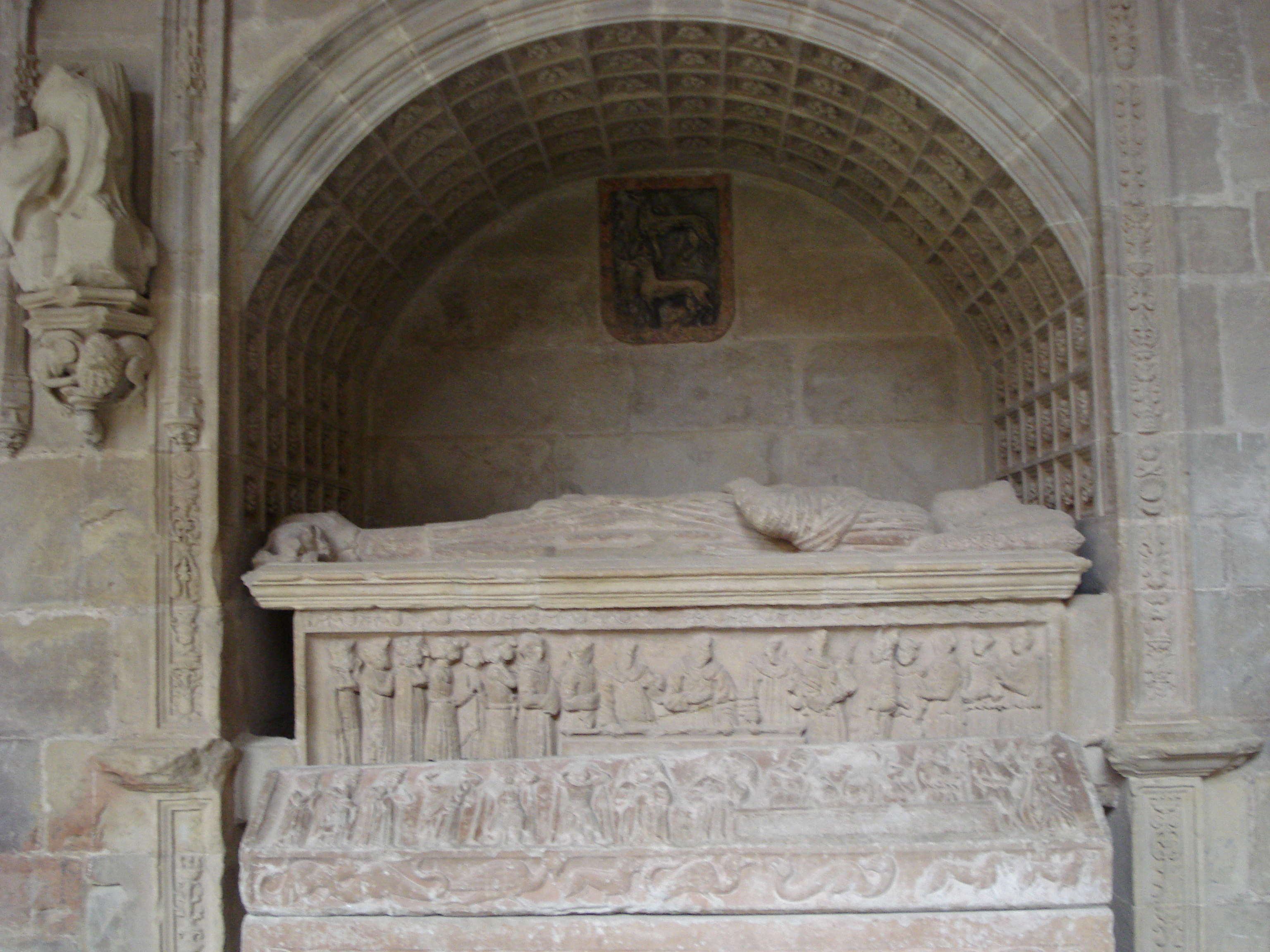
Wandgrab von Diego López II. de Haro

Wappen des Hauses Haro

Diego López II. de Haro (* um 1152 in Nájera; † 16. September 1214 in Burgos) aus dem Haus Haro war Politiker und Feldherr in der Zeit der von König Alfons VIII. von Kastilien vorangetriebenen Rückeroberung (reconquista) der im 8. Jahrhundert an die Mauren verlorenen Gebiete; darüber hinaus war er Grundherr (señor) von Nájera und Vizcaya. Aufgrund von innenpolitischen Streitigkeiten, in die auch die jeweiligen Chronisten verwickelt waren, trug er die Beinamen „der Gute“, aber auch „der Böse“.

## Biografie
Diego war der Sohn des Grafen Lope Díaz I. de Haro († 1170) und seiner Gemahlin Aldonza. Seine Schwester Urraca war die spätere Gemahlin König Ferdinands II. von León.
Seine Anwesenheit bei Hofe ist erst für das Jahr 1178 belegt, doch bereits die Folgejahre verbrachte er im Exil in Navarra. Nach seiner Rückkehr an den kastilischen Hof erhielt er den Rang eines alférez („Fahnenträger“). Die Eheschließung seiner Schwester Urraca mit König Ferdinand II. von León im Jahr 1187 beförderte seinen Aufstieg. Im Jahr 1195 nahm er an der für die Christen verlustreichen Schlacht bei Alarcos teil. Vier Jahre später gab er sein Amt an Álvaro Núñez de Lara ab und verbrachte die Jahre 1201 bis 1206 erneut im Exil. Nach seiner Rückkehr an den kastilischen Hof wurde er erneut in das Amt des alférez berufen. Im Jahr 1208 wurde er zum königlichen Testamentsvollstrecker (albacea) ernannt. Im Jahr 1212 nahm er als Kommandant einer Heeresabteilung an der triumphalen Schlacht bei Las Navas de Tolosa teil.
Zwei Jahre später starb er und ruht in einem später für ihn gefertigten Wandgrab in der Klosterkirche  Santa María la Real de Nájera.

## Ehen und Nachkommen
- 1. Ehe mit María Manrique de Lara
  - Lope Díaz II. de Haro († 1236)
- 2. Ehe mit Toda Pérez de Azagra
  - Lope Ruiz de Haro el Menor
  - Pedro Díaz de Haro
  - Urraca Díaz de Haro
  - Aldonza Díaz de Haro
  - María Díaz de Haro
  - Teresa Díaz de Haro
  - Mencia Díaz de Haro